# Mekelle 70 Enderta FC
Der Mekelle 70 Enderta Football Club, auch bekannt als Mekelle City FC (amharisch መቐለ 70 እንደርታ), ist ein Fußballverein aus Mek’ele in Äthiopien. Der Verein spielt in der höchsten nationalen Liga, der äthiopischen Premier League und konnte in der Saison 2018/19 erstmals die nationale Meisterschaft gewinnen.

## Geschichte
Mekelle 70 Enderta wurde im Jahr 2007 gegründet. Zum ersten Mal den Sprung in die äthiopischen Premier League schaffte der Verein in der Saison 2016/17. In der zweitklassigen Ethiopian Higher League erreichte man den zweiten Tabellenplatz und gewann dann das Playoff-Spiel um den Aufstieg gegen den Zweitplatzierten aus der anderen Gruppen, Hadiya Hossana FC.
Zu Beginn der neuen Erstligasaison trennte sich der Klub zunächst von Aufstiegstrainer Getachew Dawit, angeblich aufgrund von politischen Gründen. Der neue Coach Yohannes Sahle brachte Mekelle am Ende der Saison auf einen starken vierten Tabellenplatz, Mitaufsteiger Jimma Aba Jifar FC wurde sogar Meister. Trainer Sahle wurde trotz des 4. Tabellenplatzes entlassen und Meistertrainer Gebremedhin Haile wechselte vom Jimma Aba Jifar zu Mekelle 70 Enderta.
Unter dem neuen Trainer startete die Mannschaft in der Saison 2018/19 mit drei Siegen aus drei Spielen zunächst ordentlich, legte ab Spieltag 9 eine Siegesserie von elf gewonnenen Spielen hin und stellte damit einen neuen Ligarekord auf. Dementsprechend wurde Mekelle Enderta sogenannter „Herbstmeister“. Trotz der guten Hinserie ließ Mekelle in der Rückrunde einige Punkte liegen, so dass Fasil Kenema SC vor dem letzten Spieltag mit einem Punkt Vorsprung die Tabellenführung innehatte. Doch im letzten Spiel gegen Shire Endaselassie FC kam Fasil nicht über ein 1:1-Unentschieden hinaus und dank eines 2:1-Sieges über den Dire Dawa City SC und den Toren von Amanuel Gebremichael und Osei Mawuli konnte sich Mekelle Enderta 70 die erste Meisterschaft der Vereinsgeschichte sichern. Außerdem wurde Amanuel Gebremichael mit 18 Toren Torschützenkönig der Liga.
Durch den Gewinn der Meisterschaft repräsentierte der Klub sein Land bei der CAF Champions League sowohl 2019/20 als auch 2020/21, da aufgrund der COVID-19-Pandemie die Saison abgebrochen und damit kein Meister bestimmt wurde. Jedoch scheiterte Mekelle 70 Enderta jeweils in der Vorrunde. Aufgrund des Bürgerkrieges in Äthiopien nahmen die Vereine aus der Tigray-Region nicht an der Spielzeit 2020/21 teil. So dauerte es bis zur Saison 2024/25, ehe der Verein wieder in der höchsten Spielklasse vertreten war. Jedoch stieg 70 Enderta am Saisonende als 15. in die zweite Liga ab.

## Stadion
Seine Heimspiele trägt der Klub, wie einige andere Vereine aus Mek’ele, im Tigray-Stadion aus, welches eine Kapazität von bis zu 60.000 Plätzen hat.

## Rivalitäten
Zwischen Mekelle 70 Enderta und dem Welwalo Adigrat University FC findet das sogenannte Tigray-Derby statt.

## Titel und Erfolge
- Äthiopische Premier League (1×): 2018/19

## Abschneiden in CAF-Wettbewerben
- CAF Champions League: 2 Teilnahmen

2019/20 – Vorrunde
2020/21 – Vorrunde

## Bekannte Spieler
- Amanuel Gebremichael (2016–2020)
- Benjamin Afutu
- Felipe Ovono (2017–2020)
- Gatoch Panom (2018)
- Michael Akuffu
- Okiki Afolabi (2020)

## Bekannte Trainer
- Yohannes Sahle (2017–2018)
- Gebremedhin Haile (2018–2020)